# غزلان الشرايبي
غزلان الشرايبي (وُلدت بِطنجة في 16 مايو 1970) هي مُعالِجة نفسية وكاتِبة مغربية.

## سيرتها
غزلان الشرايبي مُعالجة نفسية ورسامة وكاتبة ومحررة. نشأت في الدار البيضاء حيث درست في ثانوية ليوطي، وحصلت على شهادة البكالوريا. ثُم حصلت على درجة الماجستير في التواصل بين الأشخاص من جامعة أوتاوا في كندا، حيث قضت هُناك ما يقرب من 20 عامًا.
بعد العودة إلى المغرب في عام 2010، أنشأت في عام 2013 المعهد المغربي للعلاج النفسي العلائقي، وهو مركز تدريب مُخصص لكارل روجرز، والتعليم المستمر القائم على علم أصول التدريس التجريبي والتفكير العميق. في يونيو 2019، نُظِّمت الدورة الأولى من المؤتمر الوطني للعلاج النفسي المرتكز على الإنسان في الدار البيضاء.
في عام 2013، اختير كتابها «حب كُسوري» (بالفرنسية: Un amour fractal)‏ الذي نشرته مطبعة جوست للقراءة بين الأعمال السبعة المتنافسة للنسخة الرابعة للجائزة المامونية الأدبية، والتي فاز بها في الأخير الروائي رشيد أو.
في عام 2019، اختيرت عرابةً لمهرجان مراكش للكتاب. وهي أيضًا واحدة من بين أكثر من 470 موقِّع على عريضة كتبتها الروائية ليلى السليماني والمُخرجة سونيا التراب ترفض السيطرة على الأخلاق، وتشجع على تقنين الإجهاض. وذلك للتشجيع على فتح نقاش حول الحريات الفردية وإلغاء تجريم العلاقات الجنسية.
كانت ضيفة شرف في معرض بروكسل للكتاب في عام 2020 وشاركت في العديد من النقاشات حول المغرب.